# Banco Itaú
 (novembre 2023).
Si vous disposez d'ouvrages ou d'articles de référence ou si vous connaissez des sites web de qualité traitant du thème abordé ici, merci de compléter l'article en donnant les références utiles à sa vérifiabilité et en les liant à la section « Notes et références ».
La banque Itaú (en portugais : Banco Itaú) est une filiale de la société brésilienne Banco Itaú Holding Financeira. Créée en 1945, elle a fusionné en 2008 avec Unibanco pour former Itaú Unibanco.
Banco Itaú est propriétaire du Sede do BankBoston de São Paulo.

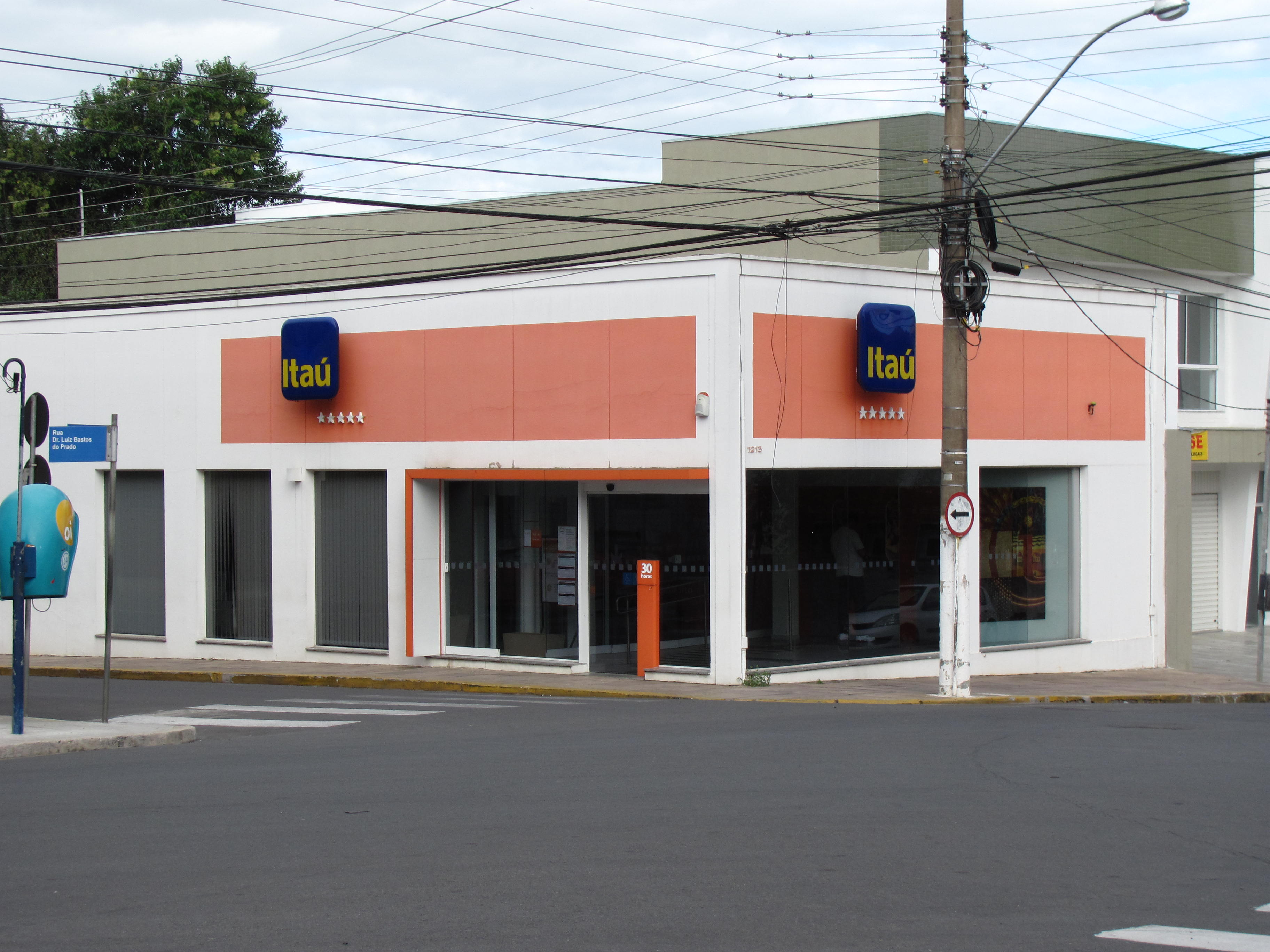
Agence Itaú à Gravataí (2013).